# Ankoung
Ankoung est un village du Cameroun situé dans la région de l’Est, le département du Haut-Nyong et l'arrondissement (commune) d'Abong-Mbang, sur la route qui relie cette localité à Ayos.

## Population
En 1966-1967, Ankoung comptait 218 habitants, principalement des Maka Bebend, un sous-groupe des Maka. Lors du recensement de 2005, on y dénombrait 431 personnes.

## Infrastructures
Ankoung dispose d'une école publique.